# 에마뉘엘 리비에르
에마뉘엘 조제 리비에르(프랑스어: Emmanuel José Rivière, 1990년 3월 3일 ~ )는 마르티니크의 전직 축구 선수로 현역 시절 포지션은 스트라이커였으며 프랑스 청소년 대표팀 출신이다.

## 선수 경력

### 클럽
2008-09 시즌이 한창 진행 중이던 2009년 1월 AS 생테티엔에서 데뷔하여 2010-11 시즌까지 85경기 19골로 팀의 3시즌 연속 리그앙 잔류에 일조했고 2011-12 시즌을 앞두고 95억원의 이적료를 받고 툴루즈 FC로 이적한 후 공식전 47경기 10골을 기록했다.
그리고 2011-12 시즌 중반 약 55억원의 이적료로 당시 리그 2 소속팀인 AS 모나코와 입단 계약을 체결한 후 2012-13 시즌까지 50경기 17골을 기록하며 2012-13 2부 리그 우승 및 차기 시즌 리그앙 승격, 2013-14 시즌 리그앙 준우승과 쿠프 드 프랑스 4강 진출에 기여했다.
이후 약 95억원의 이적료에 잉글랜드 프리미어리그의 뉴캐슬 유나이티드로 이적하여 31경기 3골을 기록하며 2014-15 시즌 EFL컵 8강 진출에 관여했고 2015-16 시즌을 마친 뒤 스페인 라리가의 CA 오사수나로 임대 이적하며 공식전 17경기를 소화했다.
그 뒤 2017년 8월 25일 리그 2의 FC 메스로 이적하며 2018-19 시즌까지 47경기 9골을 뽑아내며 2018-19 시즌 리그되 우승 및 차기 시즌 리그앙 승격에 이바지했다.
그리고 2019-20 시즌을 앞두고 이탈리아 세리에 B의 코센차 칼초로 이적하여 31경기 13골을 터뜨리며 리그 잔류에 일조했지만 2020-21 시즌에는 FC 크로토네 소속으로 21경기 1골에 그친 뒤 2020-21 시즌을 마지막으로 프로 통산 329경기 72골의 기록을 남기고 12년간의 현역 선수 생활을 마감했다.

### 국가대표팀
2005년부터 2012년까지 프랑스 연령대별 대표팀에서 42경기 11골을 터뜨렸고 특히 프랑스 U-19 대표팀 소속으로 7경기 2골을 기록하며 2009년 UEFA 유러피언 U-19 챔피언십 4강 진출에 기여했다.
이후 2019년 마르티니크 성인대표팀에 첫 발탁된 뒤 11월 14일 자신의 성인대표팀 데뷔전인 온두라스와의 2019-20년 CONCACAF 네이션스리그 A C조 최종전에서 데뷔골을 터뜨리며 마르티니크의 3회 연속이자 통산 7번째 골드컵 본선 진출에 기여했다.
이후 2021년 CONCACAF 골드컵 본선 3경기에서 2골을 터뜨리며 고군분투했지만 팀은 3전 전패·B조 최하위의 처참한 성적으로 조별리그에서 탈락했고 결국 아이티와의 B조 조별리그 최종전을 끝으로 A매치 5경기 3골의 성적만을 남긴 채 국가대표팀 유니폼을 반납했다.

## 대회 성적

### 클럽
AS 모나코
- 리그 1 : 준우승 (2013-14)
- 리그 2 : 우승 (2012-13)
- 쿠프 드 프랑스 : 4강 (2013-14)

 FC 메스
- 리그 2 : 우승 (2018-19)

### 국가대표팀
프랑스 U-19
- UEFA 유러피언 U-19 챔피언십 : 4강 (2009)